# 中國—安道爾關係
中國—安道爾關係是指中國和安道爾之間的外交關係，兩國於1994年6月29日建交，但兩者都沒有在對方領土設立大使館。

## 政治關係
2005年1月，安道爾首相福爾內訪華。2008年8月，安道爾首相平塔特來華出席北京奧運會開幕式。2014年5月，安道爾外交大臣薩沃亞和旅遊大臣坎普訪華。2022年2月，安道爾文化和體育大臣岡薩雷斯來華出席北京冬奧會開幕式。

## 經貿關係
2022年中安貿易額2245.2萬美元，同比增長345.2％，其中中國出口2226.1萬美元，中國進口19.1萬美元。

## 文化關係
2005年2月，中安兩國簽署旅遊合作諒解備忘錄。2007年1月1日起，安道爾正式成為中國公民出境旅遊目的地國。
巴塞羅那大學孔子學院在安設有孔子課堂。